# الفوج الأسود

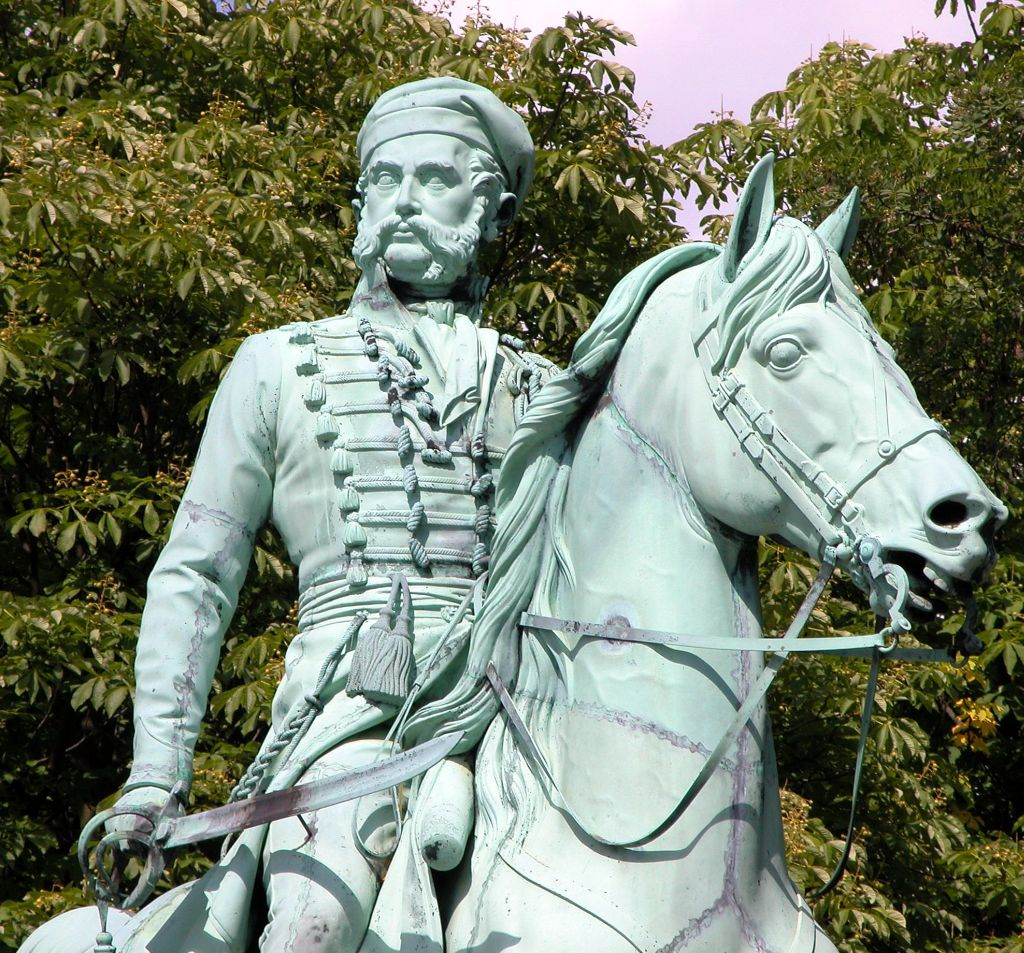
تمثال فريدريك فلهلم في براونشفايغ

الفوج الأسود(ملاحظة) أو الفيلق الأسود كان وحدة عسكرية في الحروب النابليونية. نشأ الفوج من المتطوعين من قبل فريدريك فلهلم الألماني المولد، دوق برونزويك فولفينبوتل (1771-1815). كان الدوق معارضا قاسيا لاحتلال نابليون بونابرت لأمه ألمانيا. تشكلت في عام 1809 عندما اندلعت الحرب بين الإمبراطورية الفرنسية الأولى والإمبراطورية النمساوية، تألف الفوج في البداية من قوة مختلطة، قوامها نحو 2300 جندي، من المشاة والفرسان ودعم المدفعية لاحقًا. 
ارتدت معظم وحدات الفوج زيًا أسودا، مما أدى إلى لقب الفوج "الأسود"، على الرغم من أن بعض الوحدات الخفيفة كانت ترتدي زيًا أخضر. ارتدى الفوج الأسود شارات الجمجمة الفضية على قبعاتهم. نشأ لقبهم من الدوق فريدريك فلهلم، الذي ادعى دوقية براونشفايغ لونيبورغ، التي ألغتها فرنسا من أجل دمج أراضيها في القمر الصناعي الفرنسي مملكة ويستفاليا. اكتسب الفوج الأسود سمعة مخيفة على مدى العقد التالي، حيث شاركوا في العديد من المعارك الهامة بما في ذلك اشتباك ما قبل واترلو في كواتر براس في 16 يونيو 1815، حيث فقد الدوق حياته. ومع ذلك، كان التجنيد واستبدال الضحايا والتمويل دائمًا مشكلة، وحُلَّ الفوج في أوائل 1820s.
أسرت مآثر الفوج الأسود خيال الجمهور البريطاني الفيكتوري: يمكن العثور على مثال على ذلك في لوحة جون إيفريت ميليه الفوج الأسود. انتهى من اللوحة عام 1860، وهي تصور الفوج الأسود في لباسه الأسود ويودع امرأة لم يذكر اسمها.

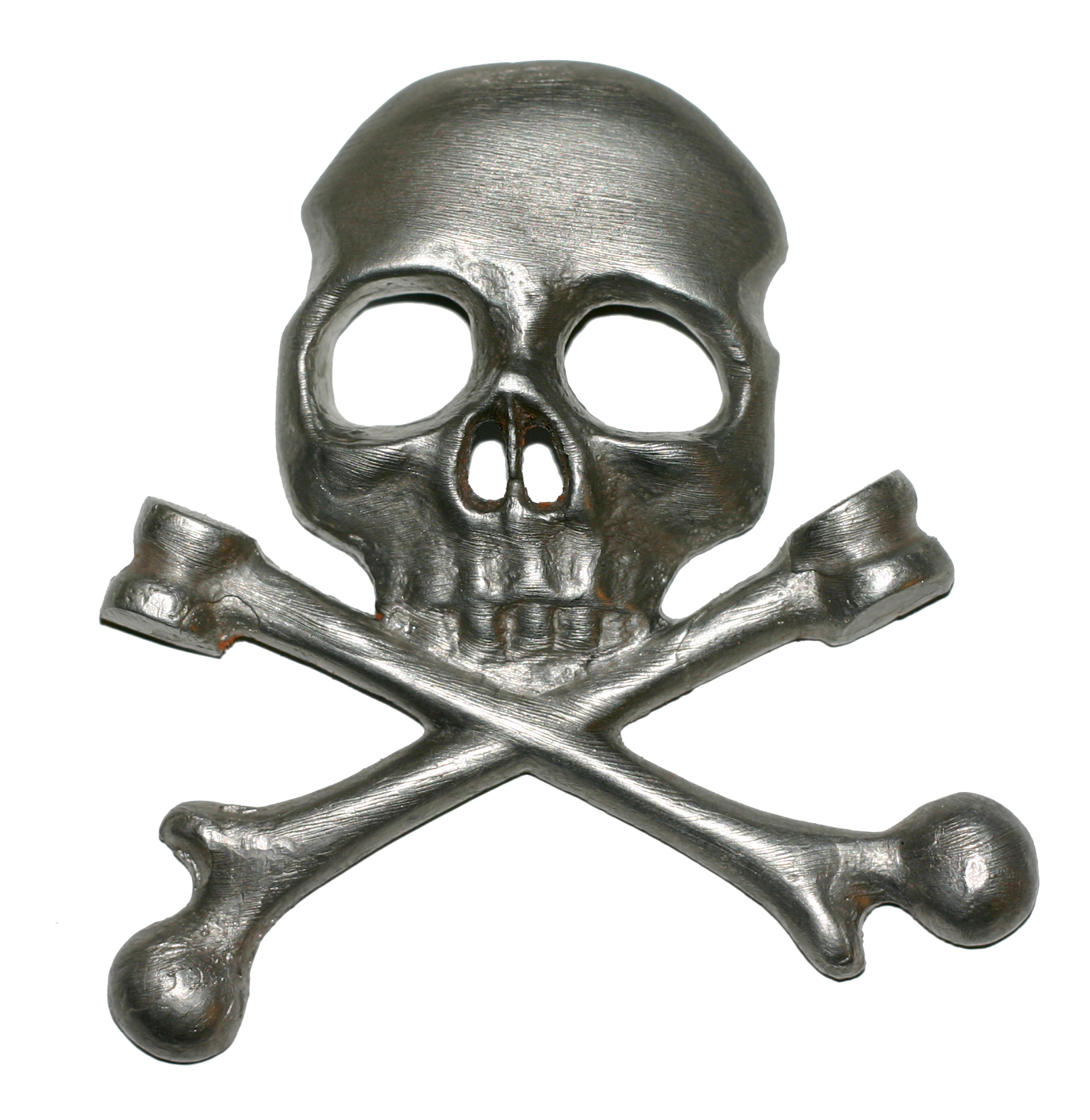
شارة الفوج الأسود الجمجمة والعظمان المُتصالبان

## الهامش
ملاحظة: بالألمانية: Schwarze Schar أو Herzoglich Braunschweigisches Korps أو Schwarze Legion